# مأوى النساء

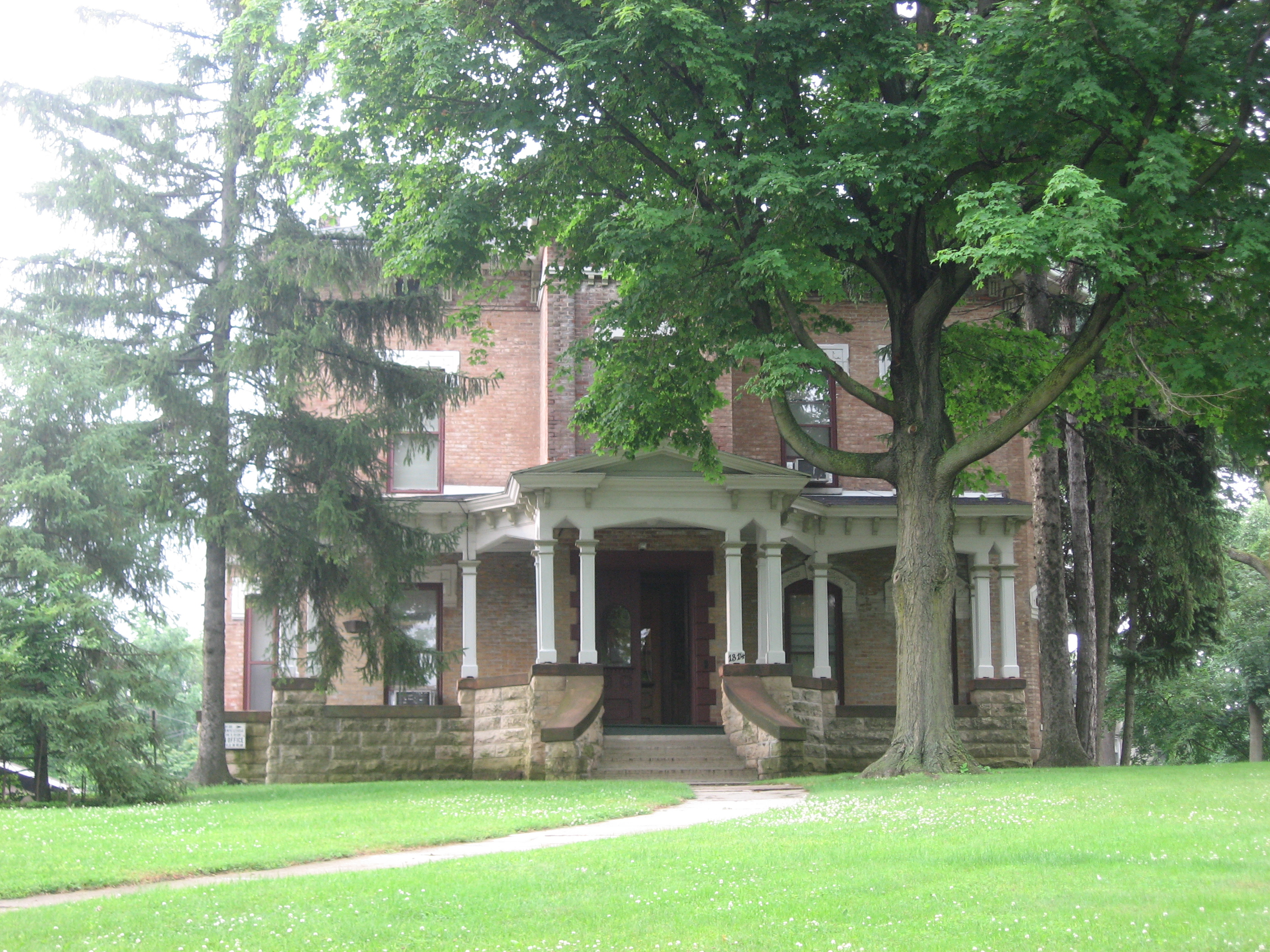
برينجل - باتريك هاوس، واحد من أول مآوي ضحايا العنف المنزلي من النساء في الولايات المتحدة، تم بناؤه عام 1877

ويعني مصطلح مأوى النساء مكانًا للجوء المؤقت وتوفير الدعم للنساء الهاربات من العنف أو المواقف التي تنطوي على سوء المعاملة، مثل الاغتصاب والعنف المنزلي.
ولا شك أن التمتع بالقدرة على الخروج من موقف ينطوي على العنف أمر بالغ القيمة لمن يخضعون لهجوم. وهذه المواقف كثيرًا ما تتميز بعدم توازن القوى الذي يحد من الخيارات المالية المتاحة أمام الضحية. والوقت الأكثر خطورة لأي شخص يعاني من العنف المنزلي هي نقطة الخروج. فالشخص الذي يتعرض لموقف عنف منزلي يجب أن يضع خطة لسلامة الخروج، وذلك للتخلص من الموقف بطريقة آمنة.
تُظهر عينات بيانات تمثيلية أجرتها مراكز مكافحة الأمراض واتّقائها تعرّض واحدة من كل ثلاث نساء لعنف جسدي خلال فترة حياتها، وتعرّض واحدة من عشرة نساء لعنف جنسي، وهنا يأتي دور مآوي النساء في مساعدة أولئك الضحايا على النجاة من أحداث مشابهة لعنف منزلي أو عنف حميمي من قبل الشريك، وتقوم مقام مكان لحمايتهن لدى اختيارهن تخطي تلك المآسي، كما تؤمن العديد من المآوي خدمات أخرى متنوعة لمساعدة النساء وأطفالهن، بما يتضمن الإرشاد النفسي والقانوني.
وكاستجابة أولية لمواجهة العنف ضد النساء، يمكن أن يعمل مأوى النساء أيضًا كمكان للنساء يستطعن فيه التنظيم من أجل تحقيق المساواة، والتي تمثل اختلافًا بالغ الأهمية مقارنة بالمناهج القياسية القائمة على الخدمات والممولة من الحكومة لمواجهة العنف المنزلي. يوجد في العديد من الولايات والمدن ائتلافات لمواجهة العنف المنزلي تدعم مآوي النساء. ففي الولايات المتحدة، توفر الشبكة الوطنية للقضاء على العنف المنزلي صوتًا قوميًا يدعم توفير مآوي لضحايا العنف المنزلي إلى جانب موارد أخرى.

## معلومات تاريخية
تم إنشاء مآوي النساء لتستضيف النساء الذين تمت إساءة معاملتهم بطريقة أو بأخرى، واللاتي تسعين إلى ملجأ يحميهن ممن أساء إليهن.
ولا تعتبر مآوي النساء اللاتي تعرضن لإساءة المعاملة مفهومًا جديدًا. ففي اليابان الإقطاعية، كانت هناك بعض المعابد البوذية تعرف باسم كاكيكومي ديرا، وهي معابد للهروب حيث تستطيع السيدات اللاتي تعرضن لإساءة المعاملة اللجوء إليها قبل التقدم بدعوة لطلب الطلاق.
وفي الغرب، توفرت أماكن الإقامة أثناء الأزمات للنساء لبعض الوقت. وفي عام 1964، تم افتتاح هافن هاوس، أول مأوى نساء «حديث» في العالم في ولاية كاليفورنيا. وتم افتتاح شيسويك لمساعدة النساء، وهو أول مأوى معروف على نطاق واسع للنساء اللاتي يتعرضن للضرب في لندن، عام 1971 بواسطة إيرين بيزي. وتم لاحقًا افتتاح مآوي أخرى في أماكن مثل كريستشيرش ونيوزيلاند وسيدني مع التفكير في نفس الأهداف. تم افتتاح أول مأوى مشردين وخاصة من أجل النساء، وهو Rosie's Place في بوسطن، ماساتشوستس عام 1974 بواسطة كيب تيرنان.
أُنشئ مأوى النساء الأول من نوعه في كندا عام 1965 في هاملتون الواقعة في أونتاريو، سُمّي (Inasmuch)، وصُمم بشكل رئيسي ليكون مكاناً لتطبيق القيم المسيحية المتعلقة بالعدالة والرعاية، ورُغم الاعتقاد بدايةً بأنه مخصص للنساء الخارجات من السجن، ارتادته لاحقاً نساء هاربات من إساءة شركائهن.
من جهة أخرى أُقيمت المآوي الكندية الأولى الناشئة عن منظور نسوي في كندا عام 1973، وكانت هذه الدور عبارة عن منظمات صغيرة قامت على هبات قصيرة الأمد بدايةً، فعمل كادرها غالباً على مبدأ التضحية من أجل استمراريتها وضمن الأمان للنساء.

## التمويل
معظم التمويل لمآوي النساء في الولايات المتحدة يأتي من الحكومة الفيدرالية، بنسبة تبلغ في المتوسط أربعين إلى خمسين بالمائة عام 2010. وهذه المنح تتم إدارتها عبر مكتب مكافحة العنف ضد المرأة، وزارة الإسكان والتنمية الحضرية ووزارة الصحة والخدمات الإنسانية.
وقد قامت العديد من الولايات بقطع التمويل المخصص لتوفير مآوي النساء. ففي عام 2009، قام الحاكم شوارزنيجر حاكم كاليفورنيا بقطع جميع تمويلات الولاية لبرامج مكافحة العنف المنزلي. وفي وقت متأخر من عام 2011 قام حاكم واشنطن كريستين جريجوري بطرح اقتراح ميزانية يقضي بإيقاف جميع التمويلات من طرف الولاية لمكافحة العنف المنزلي وتوفير مآوي النساء في جميع أنحاء ولاية واشنطن.
وهذه الأنواع من عمليات قطع الميزانية جعلت العديد من مآوي النساء تغلق أبوابها، مما ترك النساء دون مأوى آمن للهروب من العنف.
كما تقوم المجتمعات المحلية الآن بتولي مسؤولية إنشاء مكان آمن للاجئين الفارين من العنف المنزلي. في جراند فوركس، كولومبيا البريطانية، هناك مجتمع صغير يقل أفراده عن 3600 شخص قام بتنظيم ائتلاف نساء الحدود، وذلك لدعم قضية توفير مأوى محلي للنساء هناك.

## الضحايا الذكور
في المملكة المتحدة، تم افتتاح المزيد من الأماكن لاستضافة الذكور من ضحايا العنف المنزلي، أو استضافة الأسر المحرومة من أي مأوى آخر، مثل النساء ذوات الأطفال الذكور الأكبر سنًا. تؤكد مجموعة الحقوق المتساوية بالمملكة المتحدة التكافؤ على أن الرجال لا تتم معاملتهم على نحو عادل في توفير أماكن اللاجئين، مع توضيح أن هناك أماكن متوفرة لعدد 7500 سيدة لاجئة بينما الأماكن المخصصة للرجال تكفي 60 رجلاً فقط في إنجلترا وويلز. وتعترض المؤسسات الخيرية الرجالية الأخرى مثل DYN Project وMen's Advice Line الرأي القائل إن معظم الضحايا من الضروري أن يريدوا أو يحتاجوا إلى ملاجئ للرجال فقط، مدعية أن القضية قد تم تمثيلها بطريقة غير صحيحة نتيجة لكراهية النساء بدلاً من السبب الحقيقي.
وفي الولايات المتحدة ترفض العديد من مآوي النساء توفير الملجأ للرجال، وقد تم الاعتراض على هذا التمييز القائم على النوع في ولاية كاليفورنيا (بلامشورت ضد هيفين هيلز وآخرين، المحكمة العليا بلوس أنجلوس القضية رقم BC291977). ورغم ذلك، تم رفض القضية لأن المدعي افتقر إلى الأدلة القوية للمقاضاة نظرًا لأنه لم يكن بالفعل في علاقة تنطوي على إساءة المعاملة أو بحاجة إلى مأوى.

## التأثيرات
عادة ما تعاني النساء من حالات عاطفية ذهنية جراء تعرضهن للإساءة، بما يتضمن اضطرابات القلق، والاكتئاب والاضطرابات الكربية التالية للرضح، فتتأثر قدرتهن على عيش حياة طبيعية أو الحصول على فرص عمل، وتحاول مآوي النساء أن تناهض هذه الآثار إلى جانب تفادي تعرض أولئك النساء لحالات إساءة جديدة في المستقبل، ولكن يمكن للاضطرابات الكربية التالية للرضح أن تعيق استفادة النساء من موارد هذه المآوي بشكل فعال.

### انتقادات
تُبلغ نساء عديدات عن تعرّضهن للإساءة من جديد بعد مغادرتهن المأوى، ولدى إجراء بيبي وسوليفان لدراسة عينة حللت بيانات من 124 ضحية استخدمت مآوي للنساء، لم يجدا أي تأثير إيجابي لدى التعرض للإساءة من جديد بعد ثلاث سنوات من ارتياد هذه المآوي.
كما أن المآوي المعيارية في الولايات المتحدة الأمريكية، ونظراً لمحدودية الموارد حالياً، لا تؤمن المعالجات النفسية أو التدبيرات للاضطرابات الكربية التالية للرضح الضرورية للدعم الكامل، علاوةً على قلة الكادر الممول وثنائي اللغة، وعدم كفاية المنشآت المخصصة.
إن المآوي في أوروبا محدودة بشكل مشابه، ولا تحقق سوى ثماني دول المعايير الدنيا الضرورية التي حددتها اتفاقية إسطنبول، ومن الانتقادات الأخرى الموجهة للمآوي الأوروبية أنها تفرض قيوداً عمرية صارمة تستبعد الأطفال الذكور، كما أن بعضها يميّز ضد النساء القادمات من بلدان أخرى، أو اللاتي يُعرّفن كمثليات أو متحولات جنس.

## وصلات خارجية
- Women's Shelters
- Community Outreach Programs for Women
- Global Network of Women's Shelters